# Protea laevis
Protea laevis är en tvåhjärtbladig växtart som beskrevs av Robert Brown. Protea laevis ingår i släktet Protea och familjen Proteaceae. Inga underarter finns listade i Catalogue of Life.